# Карманные деньги (фильм, 1994)
«Карманные деньги» (англ. Milk Money) — кинофильм, комедия режиссёра Ричарда Бенджамина.

## Сюжет
Трое двенадцатилетних школьников, во главе с Фрэнком Уиллером, накопили из карманных денег сто долларов и решили их с пользой потратить. Из тихого пригорода Мидлтона они отправляются в большой город посмотреть на голую женщину. Их желание исполняет проститутка по кличке Ви (V). Она позаботилась также о том, чтобы ребята, у которых украли велосипеды, благополучно попали домой. Ви привезла ребят в Мидлтон, но не смогла сразу вернуться назад, так как у неё сломалась машина. Фрэнк, который вырос в неполной семье, справедливо полагает, что добрая и красивая женщина вполне может стать его матерью. Фрэнк знакомит её со своим отцом — Томом Уиллером, который хоть и ладит с сыном, но несколько оторван от реальности. Главный интерес Тома природоохранная деятельность и сохранение вымирающих биологических видов в местности неподалёку от города. Сын скрывает от отца род занятий Ви, представляя её как репетитора своего одноклассника. В свою очередь женщине рассказывает, что его отец терпимо относится к её роду занятий. Ви временно поселяется в домике на дереве, который построили ребята.
Фрэнку, провалившему контрольную по биологии, дали задание подготовить реферат и устное выступление о женской репродуктивной системе. Он просит помощи у Ви, и она появляется на уроке биологии, когда учительница временно покинула класс. Фрэнк рисует расположение женских половых органов прямо на боди телесного цвета Ви, чем повергает одноклассников, особенно мужского пола, в шок. После этого Фрэнк становится школьной знаменитостью. По телевизору Ви узнаёт, что её сутенера Кэша убили люди мафии, которым он задолжал. Поскольку Ви исчезла прямо перед разборками, причем на автомобиле Кэша, подозрение о краже денег падает на неё. Теперь уже она сама не торопится покидать Мидлтон, понимая, что здесь она в относительной безопасности. Ви и Том постепенно сближаются. Ви признаётся Тому, чем она зарабатывает на жизнь. Поначалу Том собирается порвать с ней, но оказывается, что несмотря на разный социальный статус они родственные души. Они проводят ночь вместе, женщина рассказывает подробнее о себе, о том, что её настоящее имя Ева.
Тем временем мафиози Уолтцер по наводке одного старого клиента Ви, проживавшего на беду в Мидлтоне, прибывает в городок. Ева обнаруживает его раньше, чем он её. Она собирается бежать из города, но решает зайти попрощаться с ребятами, у которых этим вечером проходит школьная дискотека. Уолтцер находит Еву на празднике и собирается застрелить, несмотря на большое количество людей вокруг. Сообразительный Фрэнк включает пожарную сигнализацию и, в суматохе, Еве и ребятам удаётся бежать. Их машина при побеге попала под поезд и Уолтцер полагает, что Ева погибла.
Ева возвращается в большой город собираясь покинуть страну. Оказывается, в рюкзаке, который она забрала из машины перед взрывом, была крупная сумма денег, тех, что украл Кэш. На них она выкупает ту самую местность, которую спасал от застройки Том. В Мидлтоне все радуются счастливому разрешению от проблем. Неожиданно рядом с празднующими Томом и Фрэнком появляется Ева. Она собирается связать с ними свою жизнь.

## В ролях
- Мелани Гриффит — Ви / Ева
- Эд Харрис — Том Уиллер
- Малкольм Макдауэлл — Уолтцер
- Энн Хеч — Бетти
- Майкл Патрик Картер — Фрэнк Уиллер
- Кэйси Семашко — Кэш
- Филип Боско — Джерри

## Премии и награды
- 1995 — номинация на премию «Золотая малина» за худший сценарий.